# Cuviera cuvieroides
Cuviera cuvieroides är en måreväxtart som först beskrevs av Herbert Fuller Wernham, och fick sitt nu gällande namn av Onana. Cuviera cuvieroides ingår i släktet Cuviera och familjen måreväxter. Inga underarter finns listade i Catalogue of Life.